# Ikbal Hanim

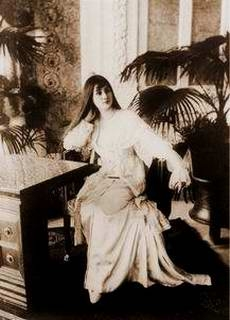
Ikbal Hanemfendi

Ikbal Hanim, född 1876, död 1941, var gift med Abbas II av Egypten (regent 1892-1914) som en av hans två hustrur.

## Biografi
Ikbal Hanim föddes i Istanbul och var av tjerkessiskt ursprung. Hon såldes som slav till Emina Ilhamy i Muhammad Ali-dynastins harem, och blev en av de tre slavflickor som gavs av denna till hennes son, den egyptiska tronföljaren, som besteg tronen vid sjutton års ålder 1892. Hon fick sex barn med Abbas II mellan 1895 och 1902. 
Abbas II frigav och gifte sig med henne efter födelsen av deras första barn 1895, vilket var en fullt normal och vanlig handling för en egyptisk monark, som av tradition hade slavkonkubiner av tjerkessiskt ursprung från slavhandeln på Svarta havet och ibland frigav och gifte sig med den, en sed som var vanlig både inom den regerande dynastin och även inom den egyptiska överklassen i stort vid denna tid. 
Ikbal Hanim beskrivs som en vacker och hängiven hustru som var omtyckt av sin omgivning i det kungliga haremet. Hon ska enligt uppgift ha beundrat den västerländska kulturen: hon anställde europeiska guvernanter åt sina barn, tog själv lektioner i olika ämnen av kvinnliga västerländska lärare och klädde sig i europeiskt mode. Liksom de övriga kvinnorna i den egyptiska kungafamiljen vid denna tid spelade hon dock inte någon offentlig roll utan levde i traditionell könssegregation: hon visade sig aldrig offentligt utan närvarade bara vid privata kungliga mottagningar, bröllop och operaföreställningar där enbart andra kvinnor var närvarande. Hennes make gifte sig också med en annan kvinna, Marianna Török.